# YouPass
YouPass était un service de paiement mettant à disposition de la monnaie électronique en monétisant le crédit téléphonique.  

## Historique et services
En 2011, YouPass crée une plateforme informatique et un site internet « www.remboursezvotreforfait.com » permettant aux abonnés à un service de téléphonie mobile français d’obtenir le remboursement partiel en euros de la fraction de leur forfait mensuel correspondant aux unités téléphoniques non consommées quantifiées en minutes et en euros. 
En 2014, l'entreprise développe son offre commerciale qui concerne désormais les forfaits traditionnels, bloqués et les cartes prépayées.
La monnaie électronique YouPass est délivrée à l’utilisateur par le biais d’une opération de paiement télécom et elle se substitue aux pièces et billets afin d'effectuer des micro-paiements. L’utilisateur peut procéder à des achats via son smartphone ou sur internet. Le réseau d'acceptation comprend notamment PayPal, Amazon[réf. nécessaire].
En 2015, YouPass intègre le Start Tank créé par PayPal et Braintree à Londres et lève 2 millions d'euros auprès de la Banque Publique d'Investissement[source insuffisante]. 
En 2016 YouPass réalise un partenariat avec Ingenico pour proposer de nouvelles options de paiement, notamment avec Visa et Mastercard. La même année, les rappeurs MHD et Jul font la promotion de l'entreprise dans leurs clips[réf. nécessaire].
En 2020, YouPass annonce la fermeture définitive de son service.

### Classements
- 2017 : 60e au palmarès des Champions de la Croissance 2017 selon une étude réalisée par Statista pour Les Echos [7].
- 2017 : 198e sur le plan de la croissance européenne selon le Financial Times dans son baromètre FT1000[8].
- 2018 : sélection dans « les 120 pépites françaises qui feront l’économie de demain » - deuxième édition de Génération French Tech[9].

## Statut
En Europe, la filiale « YouPass Payments Europe Limited » est un établissement de monnaie électronique agréé soumis au contrôle prudentiel de la Financial Conduct Authority. En France, YouPass est un opérateur téléphonique déclaré auprès de l'Autorité de régulation des communications électroniques et des postes. 